# 倫敦大瘟疫

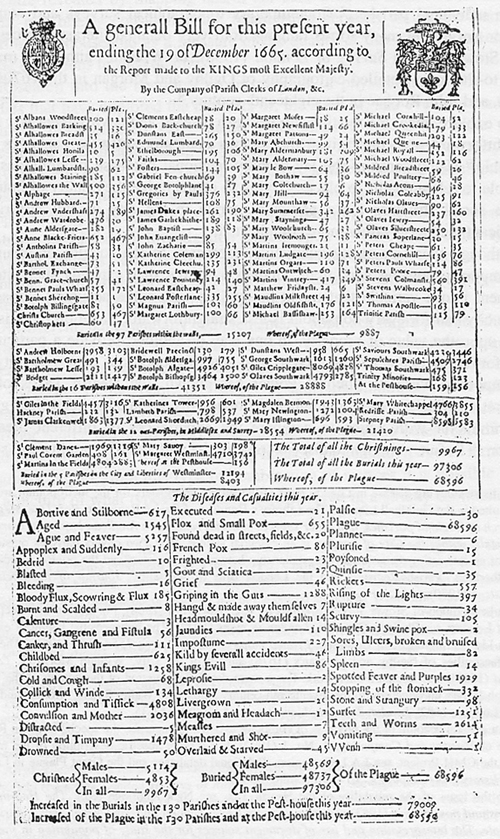
1665年因為倫敦大瘟疫而設立的《死亡率法案》

倫敦大瘟疫是一場1665年至1666年間發生在英國的大規模傳染病爆發，是第二次鼠疫大流行的疫情，超過10萬人死於這次流行病，足足相當於當時倫敦人口的五分之一。該次的疾病後來被確認為是淋巴腺鼠疫，一種由鼠疫桿菌造成並以跳蚤為載體的細菌感染。與1347年至1353年期間侵襲全歐洲，並導致最少7,500萬人死亡的黑死病相比，倫敦大瘟疫的規模要小得多，這場前後擾攘大約一年的流行病被人們形容為大災難的原因，很大程度是由於它已經是英國本土最後一次廣泛蔓延的鼠疫，之後隨著英國政府著手改善地區衛生條件，鼠疫對英國民眾的威脅也逐漸消失。

## 爆發經過
倫敦大瘟疫是英國本土最後一次大型的鼠疫傳播，此前在1636年及1625年發生過的兩次則分別奪去了1萬和3萬5,000人的性命。當時英國的鼠疫爆發被認為是由荷蘭帶入的，因為該地從1599年起就多次出現鼠疫疫情，最初進入英國的病源很可能便是那些從阿姆斯特丹開出的運送棉花的商船，而阿姆斯特丹本身在1663年至1664年亦同樣受鼠疫蹂躪，死亡民眾不少於5萬人。倫敦外圍的碼頭地區以及聖賈爾斯（St. Giles）教區首先遭殃，在這兩處地方生活的窮困工人成為了鼠疫肆虐的第一群犧牲者，由於社會最低下階層的患者都沒有被關注和記錄，因此倫敦大瘟疫的首宗正式個案是在1665年4月12日確診的女子麗蓓嘉．安德魯斯（Rebecca Andrews）。 

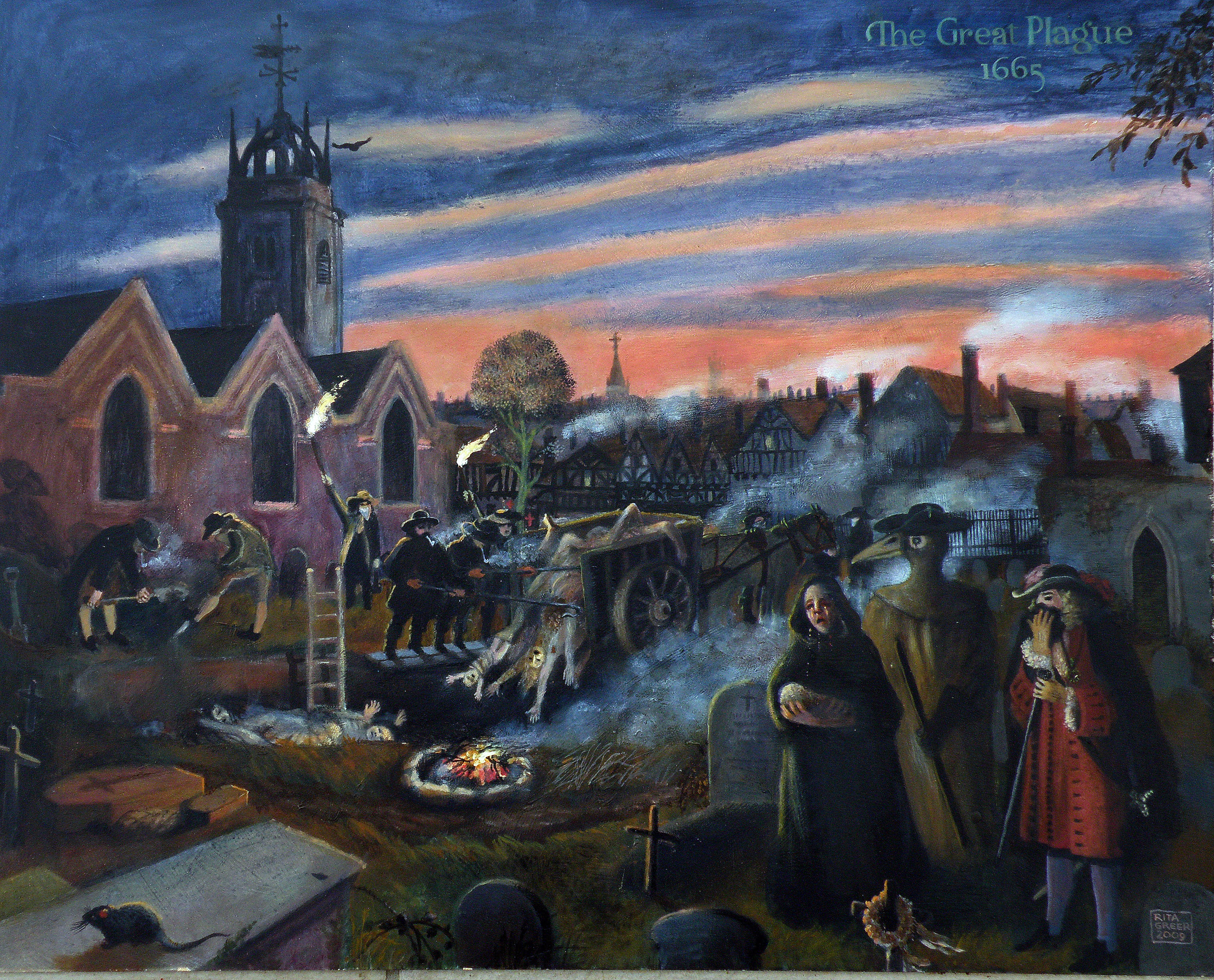
由歷史畫家Rita Greer所繪大瘟疫時期倫敦街頭的慘兮情況

同年7月，疫病已經進入倫敦內城區，時任英王查理二世連忙帶同家人和宮廷逃到牛津郡避難。雖然如此，倫敦市市府參事（the aldermen，地位僅次於市長）和其他主要當局官員都選擇了謹守崗位，倫敦市長羅倫斯先生（Sir John Lawrence）本人亦決定繼續留守在城中。當時倫敦市面上的絕大多數商業活動陷入癱瘓狀態，因為富商們和各行各業的職人都已經紛紛撤離；只有少數品格高尚的牧師、醫生和藥劑師願意留下來，在疫症肆虐的整個夏天裡協助其他民眾生活。決意留下來與城市共患難的民眾裡面還包括了日記作者塞繆爾·佩皮斯以及住在東倫敦的馬鞍匠亨利·科爾（Henry Foe）：佩皮斯在他的日記簿裡面記下大瘟疫時期倫敦生活的點點滴滴；而科爾的外甥恰巧是《魯賓遜漂流記》作者丹尼爾·狄福，他在1722年推出的紀實小說經典《大疫年日记》便很可能源自當時親歷其境的科爾舅父的手稿。

## 抗疫政策

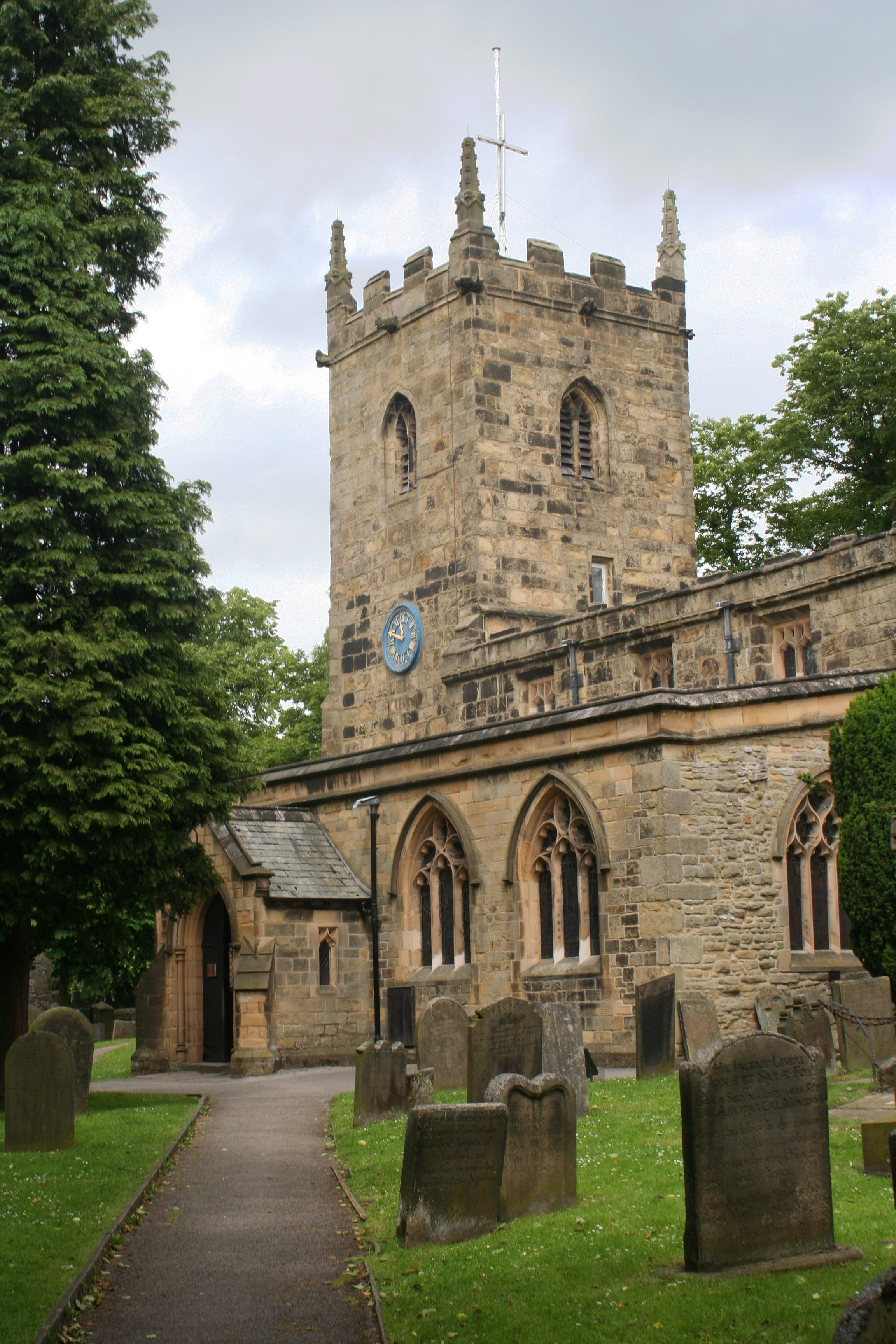
受倫敦大瘟疫波及的「瘟疫小鎮」艾亞姆。

在瘟疫高峰之時，瘟疫醫師（Plague doctors）每日都自發性地穿街過巷為病者們診斷，儘管他們中許多都欠缺西醫公會的執業資格。另外，多項關於公眾健康的措施都被英國政府陸續嘗試過，其中有些對日後公共醫療機構的成立頗有建樹，但好些卻只是單純的盲目之舉，印證了當時的瘟疫情況其實已經到了刻不容緩、等不了仔細分析利弊的危急存亡之際。
首先，市政府開始聘用公立醫生為大眾服務，官方亦有組織地處理屍體埋葬以防止疫症擴散，然而恐慌情緒仍然在整座城市的民間揮之不去，由於市民害怕直接接觸而受感染，遺體往往只會被草率地丟在馬路旁邊擠滿死屍的大坑倉促了事。其次，市議會嚴格下令撲殺所有貓、狗（其時仍未認清病源），這個愚蠢的決定後來被證實是徒勞無功，因為真正的罪魁禍首——老鼠的數量反而因為天敵貓、狗不在而變得更加不受控。第三，當局發出指示要日以繼夜地在城區內燃燒大火，企圖藉此令空氣變得潔淨。第四，官方同時在街頭焚燒各種具有強烈氣味的物質，如辣椒、啤酒花和乳香，並且強烈敦促市民吸食煙草以吐出煙霧，希望憑這些物質抵禦細菌在市內散播。

## 疫情發展
當局的有關政策收效並不明顯，根據記錄指出倫敦的死亡人數仍舊在不斷攀升，從每星期1,000名犧牲者升到每星期2,000人死亡。到了1665年9月以後，每週更有7,000人死於疫病之中。情況一直至到冬季降臨才有轉變，死亡人數開始逐步放緩。翌年2月，國王查理二世認為首都的疫情已經受到控制，於是便與一眾隨行人員班師返回倫敦。不過，由於英國在瘟疫期間並沒有放棄外貿，中斷與歐洲大陸的商務來往，使到法國在接下來的冬天馬上遭殃，爆發出新一輪的鼠疫。 
雖說疫情主要集中在倫敦市，但亦漸漸影響到英國的其他區域，最有名的例子包括打比郡的小鎮艾亞姆。有爭論指，瘟疫是在1665年8月跟著來自倫敦的衣料商人抵達當地的。村民們當機立斷，隨即自行實施隔離，斷絕所有對外的運輸往來和接觸，以阻止這種疾病進一步蔓延，由於這做法收效良好，最終鼠疫的傳播跡象在亞姆的周邊地區開始減緩，沒有再進一步向北侵襲。可惜的是亞姆本身卻付出了慘痛的代價，村內75％左右的居民死於該場瘟疫之中。
倫敦區的鼠疫個案也沒完全停下來，而是繼續零星地出現。直至1666年9月2日的倫敦大火摧毀了倫敦市中心的大部分地方，持續了4日4夜的漫天大火連倫敦地標聖保羅大教堂也燒掉，大約在同一時間，鼠疫疫情亦告徹底消失。
有說鼠疫之所以在火災過後並無復發，是因為倫敦大火把無數衛生惡劣的房屋連同疫病源頭——老鼠和跳蚤都一併付之一炬；然而歷史學家們對上述觀點的立場並不一致，例如倫敦博物館在網頁宣稱大火阻止了後續的疫情，但著名醫學歷史學家羅伊·波特則認為這只是一個偶發的巧合。他指出原本正在持續的零星個案都集中發生在倫敦的郊部地區，與之後受火災影響的倫敦城市中心在位置上並不吻合，而好些最骯髒的貧民窟也沒有因為大火而毀掉，由此可見鼠疫的滅絕與大火並沒有直接明顯的關係，而疫情在火災發生前已經有絕跡的趨勢。除此之外流行病學的研究亦提出了進一步的見解，據流行病學的觀察法審視，當年的鼠疫是於同一時間在幾乎整個歐洲的所有城市之間消失無蹤，並不因為個別的火災而產生差異。